# Kosmova kronika
Kosmova kronika (latinsky Chronica Boemorum, v přesném překladu Kronika Čechů) je nejstarší česká kronika, tj. kronika týkající se dějin Čechů. Původní text byl napsán latinsky a jeho autorem byl Kosmas, děkan pražské svatovítské kapituly. Kroniku sepsal pravděpodobně v letech 1119 až 1125.
Kronika stojí na úplném počátku české historiografie a je obecně považována za jedno z nejvýznamnějších literárních děl, které v českých zemích ve středověku vzniklo. Zároveň je to jeden z nejdůležitějších historických pramenů pro poznání českého raného středověku. Vliv Kosmovy kroniky na poznání českého raného středověku je natolik zásadní, že se někteří historikové pokoušejí vytvořit i tzv. nekosmovské pojetí českých dějin, tj. na základě jiných pramenů zjistit, co se do historiografie dostalo jako Kosmova invence či jeho specifický náhled na svou současnost.

## Kontext soudobého evropského písemnictví a ideologický záměr

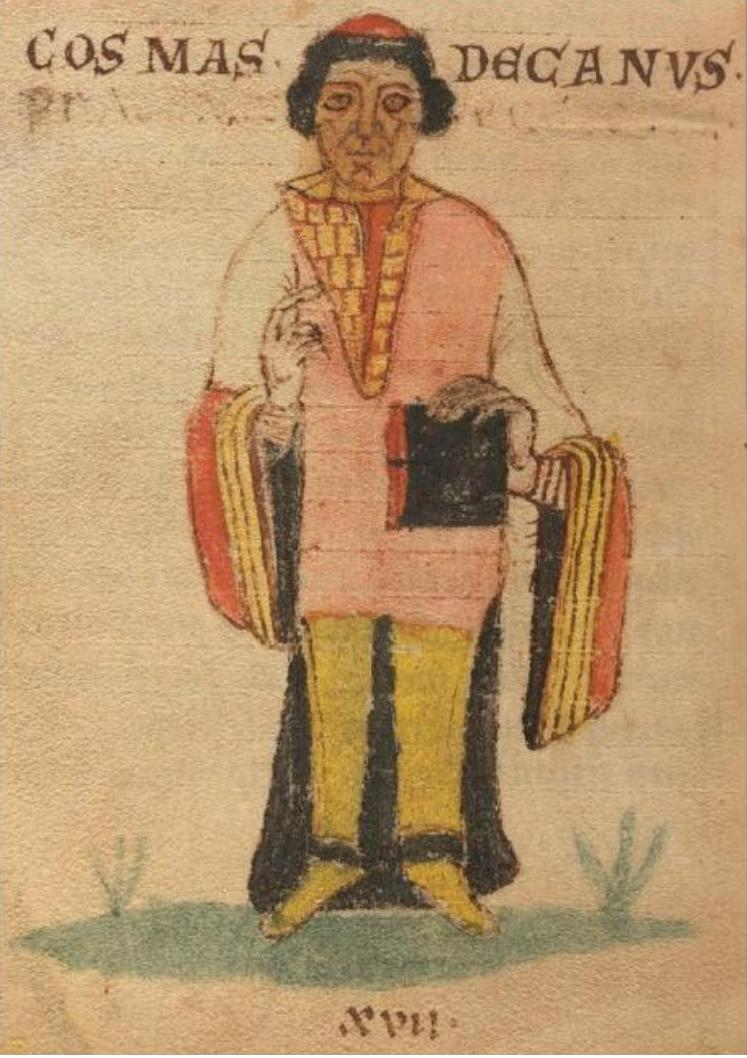
Kosmas, autor. Vyobrazení lipského rukopisu kroniky.

Kosmova kronika patří do okruhu středověkých kronik, které ve svém pojetí reflektovaly vznik středověkých národů a států (obvykle označované jako národní kroniky). Tyto kroniky obvykle obsahovaly nejen popis dějin těchto stabilizujících se etnik vytvářejících institucionalizované státní útvary, ale také i jakýsi politický program s nimi spojený. Většina těchto děl se snaží v dějinách najít počátky a také i ospravedlnění současného politického stavu, který je rozhodující měrou formován postavou knížete (krále) a velmožskou politickou reprezentací. Proto se nejedná o dílo jen zaznamenávající faktografickým způsobem dějiny, ale podstatnou složku práce tvoří i ideologický záměr, v Kosmově případě především snaha ospravedlnit nárok Čechů na české území, vysvětlit vznik instituce knížete a vymezit důležitou roli, jakou v politice hraje velmožská vrstva. Kosmas tak formuloval v podstatě patriotickou představu fungování státu. Vedle postavy knížete jsou to čeští velmožové, česká raná šlechta, která má být oporou české státnosti v době Kosmovy současnosti, kdy se na knížecím trůně v rychlém sledu střídala přemyslovská knížata a tohoto vnitropolitického oslabení využívali římští císaři k zásahům do českých záležitostí.

## Čtenářská obec kroniky
S tím souvisí i poměrně omezená čtenářská obec, které je kronika určena. Vedle vzdělaného kléru se jedná především o velmožskou elitu, která spolutvořila politické dějiny přemyslovského státu. Nedá se předpokládat, že by tito Čechové uměli číst, spíše se v literatuře naznačuje, že měli patřit k posluchačům Kosmovy kroniky. Jako důkaz vlivu Kosmova díla na soudobé politické myšlení se uvádí výzdoba znojemské rotundy sv. Kateřiny, která vznikla z podnětu údělného knížete Konráda II. jen krátce po vzniku kroniky a kde je zobrazena přemyslovská pověst přesně v intencích Kosmova vyprávění.

## Literární styl
Kosmovo dílo nelze čistě stylově považovat za kroniku. Jedná se spíše o hybrid mezi kronikou a historií. Autor zachoval chronologické řazení podle let, nicméně u určitých událostí spíše mladšího data se rozepisuje do dlouhých vyprávění, která rozsahem i stylem přesahují styl kroniky.

## Literární a stylistické vzory
Kosmas dosáhl především v Lutychu vysokého stupně vzdělání a byl obeznámen s předními literárními díly své doby.
Jako hlavní stylistický vzor mu posloužilo dílo Reginona z Prümu, z kterého přebíral (jak bylo ve středověku obecným zvykem) celé obraty, resp. i věty. Vedle Reginona použil pro některé pasáže jako předlohu Vita Lamberti z 10. století, který napsal lutyšský biskup Štěpán. Vedle toho je z díla zřejmé, že Kosmas znal i antické autory (Horatius, Ovidius, Vergilius, Sallustius) i když není jisté, jestli je opravdu četl či spíše užíval ve středověkém písemnictví kolující citáty, komentáře nebo obraty z děl těchto autorů.
V přibližně stejné době (konkrétně v letech 1112–1116) vznikla také první Polská kronika Cronicae et gesta ducum sive principum Polonorum, nazývaná polsky Kronika polska, a také psaná latinou, od neznámého autora z dvora mazovských Piastů, zvaného Gallus Anonymus.

## Obsah kroniky
Kronika je rozdělena do tří knih; začíná stavbou babylonské věže a původem Čechů a chronologicky postupuje až do Kosmovy současnosti.

### Kniha první
První kniha je faktograficky značně vágní a nepřesná, přesto z ideologického hlediska zásadní. Obsahuje vysvětlení původu českého národa při stavbě babylónské věže a jeho příchod do Čech. Je zde zdůrazněno, že se jednalo o krajinu neosídlenou a z tohoto hlediska vychází nároky Čechů na její nezpochybnitelné vlastnictví. Nevědomý lid žijící v těchto zlatých starých časech začal hromadit majetek a pro rozsouzení sporů, které kvůli majetku vznikly, potřeboval soudce. Soudcem se stal jeden z předáků Krok a později i jeho dcera Libuše. Ovšem s jejím postavením nebyli spokojeni a proto si vyžádali o určení knížete, který by je pevněji spoutal pod svou mocí. Jednou byl-li kníže nastolen, nemohli jej znovu sesadit a Češi se tak dobrovolně připravili o vlastní svobodu a zároveň odtud pramenilo právo přemyslovských knížat na věčnou a nezpochybnitelnou vládu nad Čechy. Vedle tohoto popisu vzniku knížecí vlády je zde popsáno, jak došlo k vytvoření poddaného postavení ženy vůči muži.
První kniha končí smrtí knížete Jaromíra v roce 1035 a obsahuje tak i přijetí křesťanství za knížete Bořivoje, stručné nastínění života dvou předních světců sv. Václava a sv. Vojtěcha, a především vlády jednoho z Kosmových panovnických vzorů Boleslava II., jemuž mylně přisuzuje zásadní podíl na vytvoření přemyslovského státu.

### Kniha druhá
Kniha druhá líčí vývoj českého státu od roku 1038 do smrti krále Vratislava II. v roce 1092, respektive tedy od nástupu Břetislava I. na knížecí trůn. Břetislav I. patří v Kosmově kronice k ideálním panovníkům. Po období rychlých změn na knížecím stolci a politické nestabilitě znamená pro Kosmu období Břetislavovy vlády další vzepětí české státnosti, jejíž vrchol spatřuje v Břetislavově polské výpravě, kde byl v Hnězdně vyhlášen nad hrobem sv. Vojtěcha Břetislavův christianizační program, který systémově měnil situaci v českém státě. Ve vztahu ke králi Vratislavovi II. hrál rozhodující úlohu spor mezi knížetem a jeho bratrem, pražským biskupem Jaromírem, na jehož straně i přes některé výhrady vůči jeho osobě, Kosmas stál.

### Kniha třetí
I v této knize představuje Kosmas ideál panovníka, tentokrát je jím syn Vratislava Břetislav II. Tato kniha je nejpřesnější, protože obsahuje dobu, kdy Kosmas žil. Poslední kniha končí smrtí knížete Vladislava I. v roce 1125. Tato kniha není dokončena kvůli Kosmově smrti. Kosmas měl i své pokračovatele např. Kanovník vyšehradský nebo Mnich sázavský. Ti ovšem nedosáhli takových uměleckých kvalit jako Kosmas.

## Nejvýznamnější rukopisy

Schéma filiace jednotlivých rukopisů podle Bertolda Bretholze

Původní rukopis Kosmovy kroniky se nedochoval a dnes je známo celkem 15 rukopisů. Dlouho byl nejstarším známým rukopisem tzv. Lipský (A2a) z konce 12. století, který byl po druhé světové válce dlouho nezvěstný. Jen o něco mladší z přelomu 12. a 13. století je rukopis Budyšínský (A1), dnes uložený v Národním muzeu v Praze. V této době vznikly ještě rukopisy Drážďanský (A3a) a Štrasburský (A4, dnes zničený). Ostatní jsou buď z 13. století (Vídeňský, A3b), Ďáblova bible nebo podstatně mladší.

## Vydání a překlady
Poprvé byla Kosmova kronika vydána tiskem roku 1602. Další vydání připravili až F. M. Pelcl a J. Dobrovský v prvním svazku Scriptores rerum bohemicarum roku 1783. Další vydání následovala roku 1851 v Monumenta Germaniae Historica (MGH) od R. Köpkeho a 1874 v Pramenech dějin českých od J. Emlera. A konečně vydání vycházející ze srovnání všech známých rukopisů připravil B. Bretholz a vydal v MGH roku 1923.
Český překlad kroniky připojil k Emlerovu vydání (1874) V. V. Tomek. Svůj překlad Kosmovy kroniky vydal Karel Hrdina původně roku 1929 v Melantrichu v bibliofilském tisku, přepracované vydání pak kvůli cenzuře mohlo vyjít až po válce roku 1947 ve stejném nakladatelství. Později Hrdinův překlad pro další vydání upravovala a modernizovala Marie Bláhová.

### Názvy českých vydání
- V 19. století byla kronika vydávána v překladu V. V. Tomka pod názvem Kosmův letopis český,[1] případně dle staršího pravopisu Kosmůw letopis český (nadání Františka Palackého, 1882)
- Překlad Karla Hrdiny s názvem Kosmova kronika česká vychází od roku 1929 (Melantrich Praha), později s úpravami Marie Bláhové; naposledy (stav k roku 2021) v Československém spisovateli roku 2012.

V běžné češtině je často užíván i zkrácený název Kosmova kronika.

## Pokračovatelé Kosmovi a další vliv kroniky
Kosmova kronika se stala známou již brzy po svém vzniku, byla často opisována a stala se předlohou pro další pokusy zpracovat české dějiny po roce 1125. Těmto kronikářům, kteří na Kosmovu kroniku navázali, se říká pokračovatelé Kosmovi a patří sem Kanovník vyšehradský, Mnich sázavský nebo Vincentius a Jarloch. Vedle toho jako svůj zdroj kroniku používala většina pozdějších středověkých kronikářů (výrazně např. Dalimil, Přibík Pulkava z Radenína) nebo i kronika Václava Hájka z Libočan.